# کالیهیوای (هاوایی)
کالیهیوای (به انگلیسی: Kalihiwai) یک منطقهٔ مسکونی در ایالات متحده آمریکا است که در شهرستان کائوآئی، هاوایی واقع شده‌است. کالیهیوای ۱۹٫۲ کیلومتر مربع مساحت و ۴۲۸ نفر جمعیت دارد و ۱۰ متر بالاتر از سطح دریا واقع شده‌است.